# Вјекослав Пасковић
Вјекослав Пасковић (Тиват, 23. март 1985) црногорски је ватерполиста који наступа за истанбулски Галатасарај и репрезентацију Црне Горе.
Познат је као изузетно брз пливач, чиме својим екипама често омогућава развијање и ефектну завршницу контранапада.

### Играчка каријера

#### Клуб

##### Приморац(1998 — 2009)
Ватерполом је почео да се бави још док је био у основној школи, а већ као тринаестогодишњак је, на препоруку дотадашњег тренера Костића, прешао у которски Приморац. Прошао је све млађе категорије и у седамнаестој години дебитовао за први тим, под руководством Зорана Масловара. Био је члан екипе која је освојила Куп СР Југославије (2002/03), а његово име се налази и на списку играча који су Приморцу донијели двије титуле првака Црне Горе (2006/07, 2007/08) и, најважнији од свих, трофеј побједника Евролиге (2008/09). Вјеко је био други стријелац овог такмичења, а добио је и признање за најбољег спортисту Црне Горе у 2009. години.
Финансијске потешкоће са којима се тадашњи европски првак суочавао натјерали су Пасковића на размишљање о промјени средине. Нова дестинација била је - Будва.

##### Будва(2009 — 2011)
Будвани су тих година доводили одличне играче, не скривајући амбицију да загосподаре црногорским ватерполом и постану конкурентни на европском нивоу. Посебно ривалство развијало се управо између њих и Приморца. Нетрпељивост је досегла врхунац почетком 2011. када је Будви додијељен Куп Црне Горе, након много перипетија око тога да ли је Дарко Бргуљан, дојучерашњи првотимац Приморца, имао право наступа у финалу поменутог такмичења. До краја сезоне, Будвани су освојили и титулу првака Црне Горе, а стигли су и до полуфинала Евролиге. Пасковић се и у овој средини показао као један од важнијих играча. На љето је, ипак, напустио Будву и потписао за напуљски Посилипо.

##### Посилипо(2011 — 2012)
Славни напуљски тим је већ неколико година био у сјенци моћног Про Река и надао се да ће успјети да се умијеша у борбу за трофеје. Регуларни дио сезоне су завршили на петом мјесту, стигли су до полуфинала плеј-офа, али се показало да не могу да парирају Ђеновљанима (7-12, 5-9). Након само једне сезоне проведене у Напуљу, Пасковић је промијенио клупске боје, прихвативши уносну понуду истанбулског Галатасараја.

##### Галатасарај(2012 — )
Галатасарај је најтрофејнији турски клуб, али је чињеница да Турци - ни клупски, ни репрезентативно - нијесу били нарочито конкурентни у континенталним оквирима. Газде црвено-жутих су одлучиле да свој тим учине моћним, па су почели да доводе афирмисане играче из Европе. Један од њих био је и Вјекослав Пасковић, који се, за четири сезоне боравка у Истанбулу, окитио трима титулама првака Турске, али у Лиги шампиона, ако се изузме пласман у четвртфинале у сезони 2012/13, очекивани успјех изостаје.

##### Клупски трофеји:
- Побједник Евролиге са Приморцем (1): 2008/09.
- Првак Црне Горе са Приморцем (2): 2006/07, 2007/08.
- Првак Црне Горе са Будвом (1): 2010/11.
- Првак Турске са Галатасарајем (3): 2012/13, 2013/14, 2014/15.
- Побједник Купа СР Југославије са Приморцем (1): 2002/03.
- Побједник Купа Црне Горе са Будвом (1): 2010/11.
- Побједник Купа Турске са Галатасарајем (1): 2015/16.

#### Репрезентација

##### СР Југославија/Србија и Црна Гора(2002 — 2006)
Вјекослав Пасковић никада није играо за најбољи тим Србије и Црне Горе, али је био стандардан у млађим категоријама, као и у "Б" тимовима који су наступали на мање важним такмичењима.
Са јуниорском репрезентацијом СР Југославије/Србије и Црне Горе је био вишеструки европски (Бари 2002, Истанбул 2003, Малта 2004) и свјетски (Напуљ 2003, Мар дел Плата 2005) првак.
Такође, са "Б" тимом је освојио златну медаљу на Универзијади (Измир 2005), бронзану медаљу на Медитеранским играма (Алмерија 2005) и четврто мјесто у Свјетској лиги (Лонг Бич 2003).

##### Црна Гора(2006 — )
Након осамостаљења Црне Горе, створен је национални ватерполо тим, а Пасковић је његов члан пуних девет година. Пропустио је свега три такмичења - Свјетску лигу 2009. и 2011. те Свјетско првенство 2011. године - и то због повреде.
Са црвеним ајкулама је освојио неколико медаља:
- сребрну медаљу на Свјетском првенству 2013.
- златну (2008) и сребрну медаљу (2012) на Европском првенству
- сребрну (2010) и двије бронзане медаље (2013, 2014) у Свјетској лиги
- златну медаљу на Универзијади 2007.

Црногорска репрезентација је три пута завршавала као четвртопласирана: на Олимпијским играма 2008. и 2012. те на Европском првенству 2014.